# Club Deportivo Social Cultural Somos Olímpico
Pour les articles homonymes, voir Olímpico.
Maillots
Dernière mise à jour : 3 juillet 2023.
Le Club Deportivo Social Cultural Somos Olímpico est un club péruvien de football basé dans le district de Santiago de Surco à Lima.

## Histoire
Fondé le 27 juillet 1972 sous le nom de Olímpico San Luis, le club arrive en 2e division péruvienne en 2000 et change son nom en Olímpico Somos Perú. Il remporte deux fois d'affilée le championnat de D2 en 2004 et 2005 mais ne peut accéder en 1re division, victime du règlement qui empêchait le champion de D2 de monter directement en D1. 
En 2006, il fusionne brièvement avec l'Aurora Moraflores et joue sous le nom de Olímpico Aurora Miraflores alors qu'en 2007 il décide de s'installer à Iquitos et joue sa dernière saison en D2 sous le nom de Loreto FC. En 2008, le club vend sa licence à l'Inti Gas (aujourd'hui Ayacucho FC) et disparaît de la circulation.
Fin 2008, le club est réactivé sous son nom actuel (CDSC Somos Olímpico) et joue dans la ligue de district de Santiago de Surco.

## Résultats sportifs

### Palmarès
| Compétitions nationales                                     | Compétitions régionales                                |
| - Championnat du Pérou D2 (2) : - Champion : 2004 et 2005,. | - Interligas de Lima (2) : - Vainqueur : 1999 et 2017. |

### Bilan et records
- Saisons au sein du championnat du Pérou : 0.
- Saisons au sein du championnat du Pérou (D2) : 8 (2000-2007).

## Personnalités historiques du CDSC Somos Olímpico

### Anciens joueurs
Juan Luna Custodio (en) fut deux fois meilleur buteur de 2e division sous le maillot du club en 2004 et 2005. Johnny Soto, Víctor Chávez, Carlos Barrena, Juan José Iriarte et les frères Luis Román et Luis Rodolfo Ojeda ont également fait partie du Somos Olímpico dans les années 2000.

### Entraîneurs marquants
Rodolfo Chavarry et Ronald Amoretti remportent le championnat de 2e division péruvienne à la tête du club en 2004 et 2005, respectivement. Víctor Chávez remporte l'Interligas de Lima – un tournoi regroupant les vainqueurs des ligues de district de Lima – en 2017.
- Michael Silva (1999-2000)
- Tito Morinaga (2000)
- Hugo Ochoa Tassará (2000)
- Michael Silva (2001-2002)
- Rodolfo Chavarry Monja (2003-2004)
- Ronald Amoretti (2005)
- Jorge Machuca (2006-2007)
- David Pacheco (2008)
- Víctor Chávez  (2014-2017)